# Leo Pagano

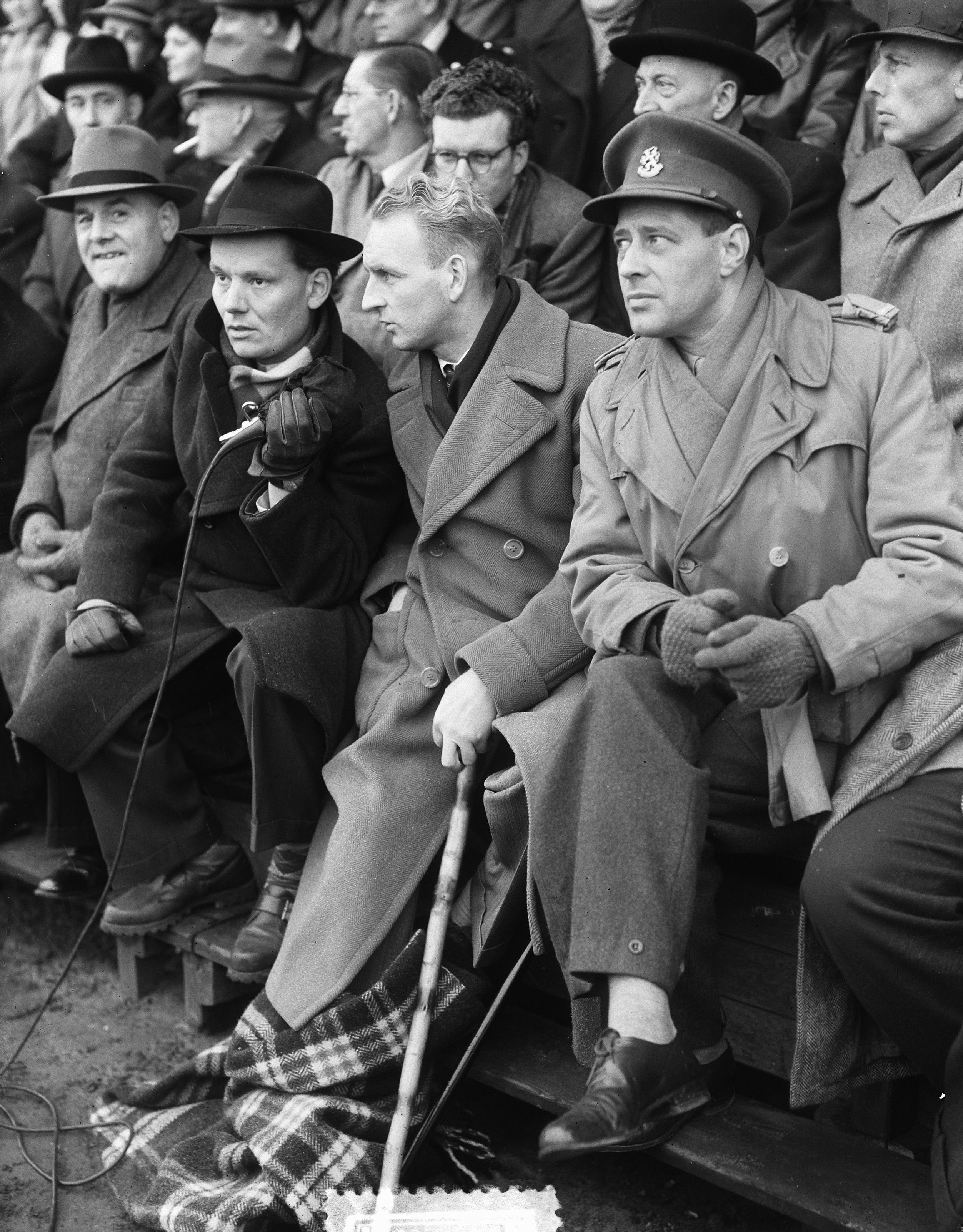
Leo Pagano (2e van links) met Henk Schijvenaar bij de wedstrijd EDO - AGOVV in 1952.

Leonardus Joseph Stephanus (Leo) Pagano Mirani (Amsterdam, 13 maart 1920 - aldaar, 16 juli 1999) was een Nederlands radioverslaggever.
Hij was de zoon van Johannes Fransiscus Pagano Mirani (ambtenaar) en Jacoba Banen. Na de middelbare school dook hij tijdens de Tweede Wereldoorlog onder en studeerde hij staatsinrichting bij Louis Beel, de katholieke staatsman. Pagano werkte tot 1944 bij Philips te Eindhoven en schreef voor De Maasbode en De Sportkroniek.
Pagano begon zijn radiocarrière als nieuwslezer bij Radio Herrijzend Nederland, de voorloper van de Wereldomroep. Hij vervulde van 1945 tot 1947 een functie bij de Economische recherche. In 1947 kwam hij bij de KRO. Op 20 september 1947 maakte hij zijn debuut als radioverslaggever bij de voetbalinterland Nederland–Zwitserland (uitslag 6-2). Ook deed hij talloze keren het radioverslag van de voetbalklassieker Nederland-België. Speciaal voor de wedstrijdverslagen van Pagano schreef tekstschrijver Jan de Cler het bekende voetballied Hup Holland Hup op muziek van Dico van der Meer. Tijdens de rust en na afloop van de wedstrijd zong De Cler het inderhaast op rijm gezette wedstrijdverslag.
Hij versloeg tussen 1948 en 1964 zes Olympische Spelen. Hij was gespecialiseerd in voetbal-, atletiek-, wielren-, tennis- en schaatsreportages.
In zijn KRO-tijd werd Pagano ook geregeld in de algemene verslaggeverij ingezet. Zo volgde hij voor de gezamenlijke omroepen de staatsbezoeken aan Iran en Thailand. Verder maakte hij radiodocumentaires over Nederlandse emigranten in Australië en Canada.
In 1965 werd hij verrassend adjunct-directeur van de Centrale Kamer voor Handelsbevordering, de voorloper van het huidige Nederlands Centrum voor Handelsbevordering (NCH). Hij bleef wel freelance-voetbalverslaggever voor het NOS-radioprogramma Langs de Lijn.
Tien jaar later echter keerde hij terug in Hilversum, dit keer bij de AVRO. Daar was hij vooral parlementair redacteur. Tot zijn pensionering in 1985 presenteerde hij programma's als AVRO's radiojournaal en de politieke rubriek Slag bij Nieuwspoort. Ook in die periode bleef hij als sportverslaggever freelancen.
Vanaf eind jaren 50 was Pagano ook te horen als televisieverslaggever, bij voetbalinterlands, een vijftal Olympische Spelen, de Elfstedentocht en de Tour de France.
Hij is de vader van de journalist Rolph Pagano en een oom van Cilly Dartell.